# Fernando Daniel Martínez
Fernando Daniel Martínez (né le 30 mai 1993) est un athlète mexicain, spécialiste des courses de fond.

## Biographie
Vainqueur du 1 500 mètres lors des Jeux d'Amérique centrale et des Caraïbes de 2018, il remporte la médaille d'or du 5 000 mètres lors des Jeux panaméricains de 2019, à Lima.
Il est sacré champion du Mexique à 5 reprises, trois fois sur 1 500 m et deux fois sur 5 000 m.